# Summit-Air-Flug 802D
Der Summit-Air-Flug 802D (Flugnummer ICAO: SMA802D) war ein Positionierungsflug, der am 14. April 2019 mit einer Let L-410 der Summit Air vom Flughafen Lukla zum Flughafen Ramechhap durchgeführt werden sollte. Während des Starts kam es zu einem schweren Zwischenfall, als die Maschine von der Startbahn abkam und mit zwei Hubschraubern des Typs Eurocopter AS 350 kollidierte. Bei dem Unfall verloren drei Menschen ihr Leben.

## Beteiligte Fluggeräte

### Let L-410 der Summit Air
Das beteiligte Flugzeug war eine im Jahr 2013 gebaute Let L-410M aus tschechischer Produktion, welche die Werknummer 972914 trug. Die Maschine wurde am 2. Dezember 2013 mit dem Luftfahrzeugkennzeichen OK-JDP auf den Hersteller zugelassen. Im Juli 2014 wurde die Maschine an die russische Fluggesellschaft PANH aus Ulan-Ude übergeben, die diese mit dem Kennzeichen RA-67039 zuließ. Im Juli 2017 übernahm die Summit Air die Maschine und nahm diese mit dem Luftfahrzeugkennzeichen 9N-AMH in Betrieb. Das zweimotorige Regionalverkehrsflugzeug war mit zwei Turboprop-Triebwerken des Typs General Electric H80-200 ausgestattet. Bis zum Zeitpunkt des Unfalls hatte die Maschine eine Gesamtbetriebsleistung von 4.426:43 Betriebsstunden absolviert, auf die 5.464 Starts und Landungen entfielen. 

#### Besatzung
Es befanden sich zwei Besatzungsmitglieder an Bord der Maschine, ein Flugkapitän und ein Erster Offizier. Der 48-jährige Flugkapitän war neben der Let L-410 auch für die Cessna 208B Grand Caravan lizenziert. Er verfügte über 15.652:03 Stunden Flugerfahrung, wovon 3.358:02 Stunden auf die Let L-410 entfielen. Der 33-jährige Erste Offizier verfügte über 865:29 Stunden Flugerfahrung und hatte 636:04 davon mit der Let L-410 absolviert.

### Eurocopter AS 350 der Manang Air
Der erste der beiden betroffenen Hubschrauber war ein 2014 gebauter Eurocopter AS350 der Manang Air mit der Werknummer 7824 und dem Luftfahrzeugkennzeichen 9N-ALC. Zuvor war der Hubschrauber mit dem Kennzeichen F-WCTG auf den Hersteller zugelassen.

### Eurocopter AS 350 der Shree Airlines
Der zweite der beiden betroffenen Hubschrauber war ein Eurocopter AS350 mit dem Luftfahrzeugkennzeichen 9N-ALK und der Werknummer 8018, der am 24. Juni 2015 durch die Shree Airlines in Betrieb genommen wurde.

## Unfallhergang

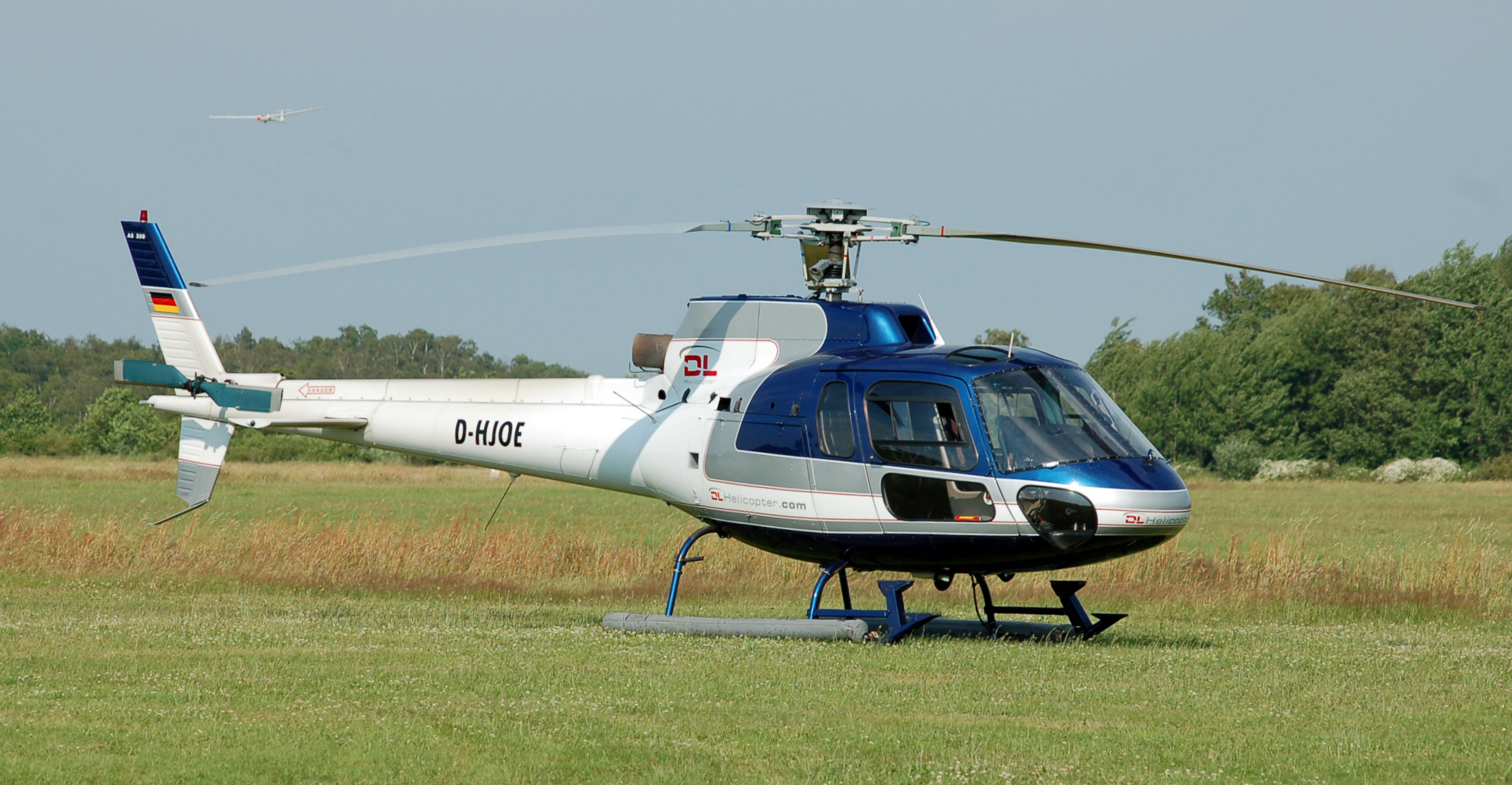
Ein Hubschrauber des Typs Eurocopter AS-350

Mit der Let L-410 sollte an diesem Tag ein Positionierungsflug zum Flughafen Ramechhap durchgeführt werden. Der Kapitän ließ die Maschine zum Startpunkt der Startbahn 24 rollen und übergab dann das Steuer an den Ersten Offizier. Der Startlauf begann um 09:07 Uhr. Nach nur drei Sekunden brach die Maschine nach rechts aus, wo sich der Heliport des Flughafens Lukla befindet. Die Tragfläche der Let riss zwei Mitarbeiter des Sicherheitspersonals mit, die mit dem Einweisen der Luftfahrzeuge am Heliport betraut waren. Während die Maschine auf den Heliport rollte, schlitzte sich ein Hauptrotorblatt des Eurocopters AS350 9N-ALC der Manang Air durch das Cockpit der Let, wodurch der Erste Offizier augenblicklich getötet wurde. Die Maschine stieß dann mit dem Hubschrauber zusammen und beide Luftfahrzeuge fielen auf die darunter gelegene Ebene des Heliports, wo sich der Eurocopter AS350 9N-ALK der Shree Airlines befand. Die ersten beiden Luftfahrzeuge wurden irreparabel, der Hubschrauber 9N-ALK nur leicht beschädigt. Der Erste Offizier der Let und zwei Personen am Boden kamen ums Leben.

## Ursache
Als Unfallursache wurde ein Ausbrechen der Let nach rechts kurz nach Beginn des Startlaufs festgestellt, was dem Umstand geschuldet war, dass sich der rechte Schubhebel beim Start nach hinten in den Leerlauf bewegt hatte. Die Schubasymmetrie habe dazu geführt, dass die Maschine ausbrach. Die Ursache für die fehlerhafte Schubhebelstellung konnte nicht festgestellt werden. Als beitragender Faktor wurde das Versäumnis des Ersten Offiziers angegeben, die Schubhebelfehlstellung zu erkennen und darauf entsprechend zu reagieren. Dadurch sei auch dem Flugkapitän, der den Flug überwachte, nicht genug Zeit verblieben, um korrigierend einzugreifen. Ferner habe der Versuch des Flugkapitäns, das Ausscheren durch ein Erhöhen des Triebwerksschubs zu beenden, nicht zum gewünschten Erfolg geführt. Die anschließende Bremsung habe aufgrund der Pedalstellung zu einem asymmetrischen Bremsvorgang geführt, was weiter zum Ausscheren der Maschine beitrug.